# 上村雅之
上村雅之（日语：／ Uemura Masayuki，1943年6月20日—2021年12月6日），生於日本东京都，工程師與遊戲設計者，任天堂統合開發本部顧問，曾任開發第二部部長。2003年，成為立命館大學教授。

## 生平
1963年，畢業於千葉工業大學電子工程系。畢業後進入早川電機（今夏普公司），在早川電機中，接觸到當時最新發展的半導體技術，曾參與太陽能電池的研發。
1971年，至任天堂公司任職。他開發了電子光線槍，應用在光線槍射擊遊戲上。也開發了Color TV-Game。1979年，成為開發第二部部長。曾參與開發紅白機與超級任天堂。
2003年後，成為立命館大學教授。2004年，谷口和彥接替他的職務，成為開發第二部部長，上村雅之轉任統合開發本部顧問。
2021年12月6日逝世，終年78歲，同年12月9日公布死訊。